# Werner Schrader
Pour les articles homonymes, voir Schrader.
 (décembre 2018).
Si vous disposez d'ouvrages ou d'articles de référence ou si vous connaissez des sites web de qualité traitant du thème abordé ici, merci de compléter l'article en donnant les références utiles à sa vérifiabilité et en les liant à la section « Notes et références ».
Werner Schrader (né le 7 mars 1895 à Rottorf, mort le 28 juillet 1944 à Zossen) est un officier allemand, membre du complot du 20 juillet 1944.

## Biographie
Werner Schrader, après sa formation d'enseignant, s'engage volontairement lors de la Première Guerre mondiale et devient à sa fin Oberleutnant. Il fait une carrière d'enseignant. En 1927, il est le chef de Stahlhelm, Bund der Frontsoldaten dans l'État libre de Brunswick. Après l'échec du putsch de Stahlhelm (de), le 27 mars 1933, il perd son poste d'enseignant et est emprisonné et torturé. En automne 1935, il est à nouveau autorisé à enseigner, mais l'année suivante, il s'engage dans la Wehrmacht. Il sert dans l'Abwehr à Munich avant d'aller à Vienne en 1938.
Au début de la Seconde Guerre mondiale, il travaille pour l'Oberkommando des Heeres. Dans le secret, il renseigne sur le comportement des SS en Pologne. Il le fait jusqu'à la découverte de l'explosif anglais au siège de l'OKH par la Geheime Feldpolizei. Il devait servir à un attentat et être caché par Albrecht von Hagen et Joachim Kuhn.
Par ailleurs, Schrader tient le journal de l'amiral Wilhelm Canaris. Il est découvert en avril 1945, ce qui a pour conséquence l'exécution de l'amiral.
Après l'échec du complot du 20 juillet 1944, Schrader se suicide au bout d'une semaine.